# Быстро и без боли
«Быстро и без боли» (нем. Kurz und schmerzlos) — первый полнометражный кинофильм немецкого режиссёра Фатиха Акина, вышедший на экраны в 1998 году.

## Сюжет
Сюжет разворачивается в пригороде Гамбурга, многонациональной Альтоне. Три закадычных друга: турок Габриель, которой только вышел из тюрьмы, грек Коста, встречающийся с сестрой Габриеля, и серб Бобби, увлечённый лучшей её подругой, многое пережили вместе. Габриелю, который переосмыслил своё криминальное прошлое и готов начать новую, мирную жизнь, предстоит узнать, что Коста всё так же зарабатывает себе на хлеб мелкими кражами, а Бобби пытается зарекомендовать себя у мафии. Бобби успешно поступает на работу к крупному мафиози, и в первом же крупном деле Коста становится его сообщником. Перед делом герои расходятся с возлюбленными, а во время дела происходит непоправимое.

## В ролях
| Актёр               | Роль             |
| ------------------- | ---------------- |
| Мехмет Куртулус     | Габриэль         |
| Александр Йованович | Бобби            |
| Адам Бусдукос       | Коста            |
| Регула Граувиллер   | Алиса            |
| Идиль Юнер          | Джейда           |
| Ральф Херфорт       | Мухамер          |
| Оскар Санчес        | торговец оружием |
| Марк Хоземан        | Свен             |

## Награды и номинации
- 1998 — специальный приз кинофестиваля в Локарно (Мехмет Куртулус, Александр Йованович, Адам Бусдукос).
- 1998 — приз лучшему актёру (Мехмет Куртулус) на кинофестивале в Салониках.
- 1999 — две номинации на премию Deutscher Filmpreis за лучший художественный фильм и за лучшую режиссуру (Фатих Акин).
- 1999 — Баварская кинопремия за лучшую режиссуру молодёжного фильма (Фатих Акин).
- 2001 — премия Гримме в категории «Фикшн/Развлечения».